# Thomas Pratt

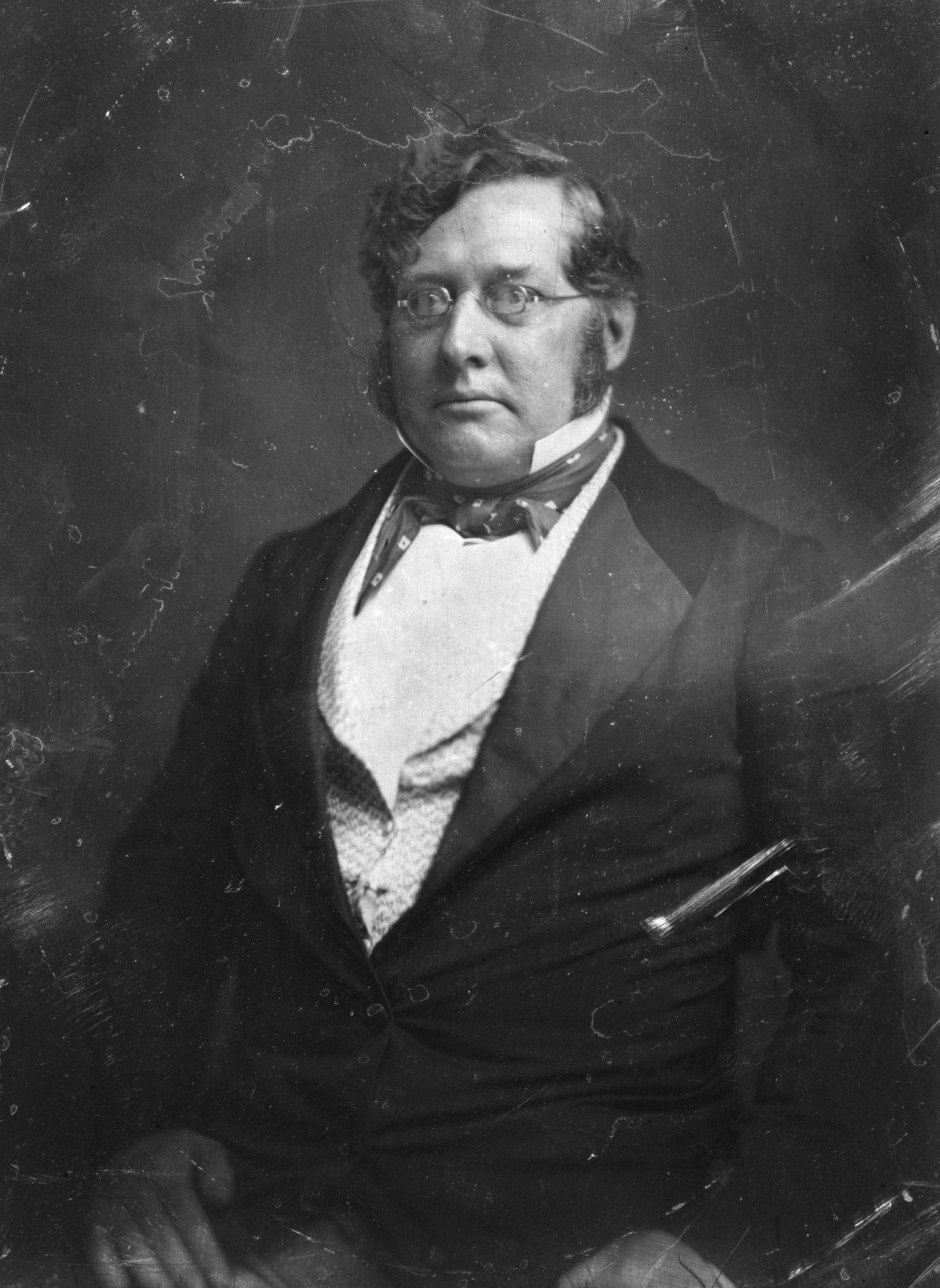
Thomas George Pratt

Thomas George Pratt (* 18. Februar 1804 in Washington D.C.; † 9. November 1869 in Baltimore, Maryland) war ein US-amerikanischer Politiker und von 1845 bis 1848 Gouverneur des Bundesstaates Maryland. Zwischen 1850 und 1857 vertrat er seinen Bundesstaat im US-Senat.

## Frühe Jahre
Thomas Pratt besuchte nach der Grundschule die Georgetown University in Washington. Anschließend studierte er an der heutigen Princeton University Jura. Nach seiner im Jahr 1823 erfolgten Zulassung als Rechtsanwalt begann er in Upper Marlboro in diesem Beruf zu arbeiten.

## Politischer Aufstieg
Zwischen 1832 und 1835 war er als Mitglied der Whig Party Abgeordneter im Repräsentantenhaus von Maryland. Im Jahr 1836 war er bei den Präsidentschaftswahlen einer der Wahlmänner des damals unterlegenen Kandidaten William Henry Harrison. Im gleichen Jahr wurde er letzter Präsident des Beraterstabs des Gouverneurs von Maryland (Governors Executive Council). Dieses Amt behielt er, bis dieses Gremium ein Jahr später abgeschafft wurde. Zwischen 1838 und 1843 war er Mitglied im Senat von Maryland. Am 4. Oktober 1844 wurde er mit 548 Stimmen Vorsprung gegen James Carroll zum neuen Gouverneur seines Staates gewählt.

## Gouverneur von Maryland
Thomas Pratt trat sein neues Amt am 6. Januar 1845 an. Eines seiner Hauptanliegen war die Reduzierung der Staatsverschuldung. Zu diesem Zweck wurden Steuern erhöht, eine in Maryland unpopuläre Maßnahme. Er senkte aber auch sein eigenes Gehalt und das seines Staatssekretärs. In seine Amtszeit fällt auch der Mexikanisch-Amerikanische Krieg, zu dem auch Maryland seinen Teil beitragen musste. Unter der zunehmend aggressiver werdenden Haltung beider Seiten in der Sklavereifrage litt Maryland ganz besonders, weil es Grenzland zwischen dem Norden und dem Süden war. In Pratts Amtszeit kam es zu ernsten Konflikten mit Pennsylvania, das sich weigerte, ein Bundesgesetz, das die Rückgabe geflohener Sklaven verlangte, durchzusetzen.  Damals näherte sich Pratt mehr und mehr der Demokratischen Partei, zu der er dann in den 1850er Jahren übertrat. In der Sklavereifrage vertrat er den Standpunkt des Südens. Beim Ausbau der Infrastruktur setzte Pratt mehr auf die Eisenbahn als auf die Wasserstraßen.

## Im US-Senat
Nach dem Ende seiner Amtszeit als Gouverneur war Pratt für kurze Zeit als Anwalt in Annapolis tätig. Nach dem Rücktritt von US-Senator Reverdy Johnson wurde Pratt am 12. Januar 1850 zu dessen Nachfolger bestimmt. Er beendete die von seinem Vorgänger begonnene Legislaturperiode und wurde 1851 erneut in dieses Gremium gewählt. Pratt blieb bis zum 3. März 1857 im Senat. Bei den Präsidentschaftswahlen des Jahres 1856 unterstützte er den siegreichen demokratischen Kandidaten James Buchanan.

## Weiterer Lebenslauf
Zu Beginn des Sezessionskrieges wurde er wegen seiner Unterstützung für den Süden für kurze Zeit inhaftiert. Dann zog er nach Baltimore, wo er wieder als Anwalt arbeitete. Im Jahr 1864 war er auch Delegierter auf der Democratic National Convention und im Jahr 1866 war er auch Delegierter auf der National Union Convention in Philadelphia. Im gleichen Jahr bewarb er sich erfolglos um eine Rückkehr in den US-Senat.
Thomas Pratt starb im November 1869. Er war mit Adelaide MacKubin Kent verheiratet, mit der er sechs Kinder hatte. Seine Frau war die Tochter von Joseph Kent, der von 1826 bis 1829 ebenfalls Gouverneur von Maryland war.